# قلالات (سيف الغول)
قلالات هو دُوَّار يقع بجماعة لمرابيح في إقليم سيدي قاسم في جهة الرباط سلا القنيطرة في المملكة المغربية. ينتمي الدوّار لمشيخة سيف الغول التي تضم 10 دواوير. يقدر عدد سكانه بـ 828 نسمة حسب الإحصاء الرسمي للسكان والسكنى لسنة 2004.

## روابط خارجية
- البوابة الوطنية للجماعات الترابية نسخة محفوظة 12 مارس 2018 على موقع واي باك مشين.
- المندوبية السامية للتخطيط